# Marcelo Lago
Marcelo Lago (Rio de Janeiro, 7 de novembro de 1958) é um artista plástico brasileiro
Artista plástico, nascido no Rio de Janeiro em 7 de novembro de 1958, mora e trabalha em Petrópolis, onde além do atelier, desenvolve atividades como professor de escultura contemporânea,curadoria e produção cultural.               
Estudou no Parque Lage com Celeida Tostes e Cláudio Kupperman, e no Atelier de Escultura do Ingá com Haroldo Barroso e Alair Gomes. Participou  também de grupo de estudos com  Paulo Garcez . 
Criou e dirigiu o Atelier Livre de Petrópolis, que foi um espaço dinâmico de criação, educação e divulgação da arte contemporânea em Petrópolis. Com cursos, workshops e exposições, contou com grandes nomes das artes plásticas brasileiras.
- INDIVIDUAIS

2010  “Confluências”
Centro Cultural Hélio Oiticica - Rio de Janeiro,RJ
2008  “Entre Lagos”
Centro Cultural Laurinda Santos Lobo - Rio de Janeiro,RJ
2005   "Memórias, Sonhos e Reflexões"
Paço Imperial - RJ
2002   "Esculturas 1983 a 2002"
SESC Petrópolis - RJ
1999   "Onomatopéia Germânica" 
Casa de Cultura de Petrópolis - RJ
1996   "O Pão Nosso de Cada Dia"
Museu Imperial - Petrópolis  - RJ
1996   "Penetrações e Intervenções"
Candido Mendes - RJ
1995   "Do MACRO ao MICRO ou o Retorno ao Belo" 
Galerias de Copacabana e Madureira 
IBEU - Instituto Brasil Estados Unidos, RJ.
1994   "Arqueologias" 
Paço Imperial - RJ
1993   "Carretéis" 
Museu da República - RJ
1992   "Mostra de Novos Artistas" 
Espaço Cultural Petrobrás - RJ
1989   "Esculturas Monumentais" 
Villa Rizzo – RJ
1988    "Três Artistas x Três Dimensões" 
Casa de Cultura Laura Alvim - RJ
1983   "Grafismo no Espaço"
Escola Superior de Desenho Industrial (ESDI)
- OBRAS EM  ACERVO

"3 Momentos" - Centro de Cultura de Petrópolis – Petrópolis,RJ
"Micro nº5" - IBEU - Instituto Brasil Estados Unidos – Rio de Janeiro,RJ
"Grande Painel Azul" - Paço Imperial – Rio de Janeiro,RJ
"Grande Painel Azul II" - Metrô Barra Funda – São Paulo,SP
"4 Colunas Azuis" - Casa de Cultura de Petrópolis-Petrópolis,RJ
“Memorial  Maestro  Guerra Peixe”-Petrópolis,RJ
- COLETIVAS

2009  “Múltiplo Coletivo” Galeria Inox_
Rio de Janeiro_RJ
2003   "Conexão Petrópolis"
Projeto FUNARTE  Museu Imperial - RJ
2001   "Artistas Contemporâneos de Petrópolis"
SESC Petrópolis - RJ
1999   "Esculturas Contemporâneas no Jardim de Glaziou"
Casa de Cultura de Petrópolis
1998   "50% x 50%"
Galeria de Arte ETC. E TAL – RJ
"Projeto Arte no Metrô"
Metrô Barra Funda SP
Galeria Art Vie
São Paulo - SP
1997   "Um Olhar Sobre as Olimpíadas"
Shopping Fashion Mall - RJ
1996   "Salão de Beleza, Homenagem Préstima a Claymara Borges e Heurico Fidelis"
Paço Imperial - RJ
1994   "1994" 
Museu da República – RJ
"Homenagem a Celeida Tostes"
Galeria Saramenha - RJ
1993   "11 Pontos no Espaço Público"
Museu da República - RJ
1992   "4 Escultores"  
Solar Grandjean de Montigny - PUC - RJ
"Avenida Central" 
Museu Nacional de Belas Artes.
1991   "Atelier Livre de Petrópolis" 
Petrópolis - RJ
1990  Casa de Cultura Laura Alvim
Rio de Janeiro,RJ
"Projeto Macunaíma" 
FUNARTE,Rio de Janeiro,  RJ
1984   "Como Vai Você Geração 80?"
Escola de Artes Visuais do Parque Lage - RJ
1983   "Oficina de Escultura do Ingá" 
Ingá - Niterói - RJ
"Solar Grandjean de Montigny" 
PUC - RJ
"VI Salão Nacional de Belas Artes" 
MAM -RJ
1982   "Oficina de Escultura do Ingá" 
Ingá - Niterói – RJ
- CURADORIAS  E  PRODUÇÕES CULTURAIS

2010 “Pintura de Pratos por Artistas” - Cerâmica Luiz Salvador,Petrópolis, RJ 
Adriano Mangiavacchi - Aldo Falconi - Alexandre  Dacosta  - Aline Castela - Ana Durães - Ana Lúcia Sigaud - Ana Maria Lessa -Andréa Cals - Adriane Guimarães  Bhagavan David - Chica Granchi - Chico Fortunato  Cláudio Kuperman - Cláudio Partes - Cris Borzino  - Denise Campinho -  Denise Meyer - Dulce Maia - Emídio Montenegro - Esther Barki  - Fernanda Lago - John Nicholson - Leo Battistelle -Lia do Rio - Lívia Carvalho - Luis Áquila - Marcelo Lago - Mendes Faria – Miguel Rio Branco - Mollica - Monica Barreto - Monica Mansur - Nelson Ricardo  Pedro Lago - Pedro  Paulo Domingues - Pollo Rios - Renato Serra - Rosa Paranhos - Suzana Queiroga - Tina Velho - Vera Patury
“Confluências”  - Centro Cultural Hélio Oiticica,Rio de Janeiro,RJ 
Marcelo Lago, Chico Fortunato, Pedro Paulo Domingues, Aldo Falconi, Fernanda Lago, Denise Meyer, Pedro Lago, Grupo Um, Opavivará, Urbitantes,Treze Numa Noite. Aleteia Daneluz, Alexandre Sá, Lúcia Avancini, Luar Maria, Luana Aguiar, Monica Barki, Nadam Guerra, Tatiana Devos Gentile e Vivian Caccuri.
2009 “II Encontro de Poesia Contemporânea” - BAR- Petrópolis,RJ 
Adriana Monteiro,Betina Kopp, Clauky Saba, Gilda Saavedra, Jaqueline Dalsenter, Joana Barros, Kyvia Rodrigues, Lara Leal, Márcia Cavendish.
2008 “Arte Garagem” - Petrópolis,RJ
Aldo Falconi, Adriane Guimarâes, Bhagavan David, Bia Penna, Cláudio Partes, Cipriano, Cris Borzino, Denise Meyer, Doug, Fernanda Lago, Julia Miranda, Leandro Crisman, Luz de Lucena, Paulo Maurício, Pedro Lago, Pedro Noel, Pedro Vizini, Saulo Marzochi, Rodrigo Henter, Rosa Paranhos.
2007 “Arte Garagem” - Petrópolis,RJ
Ana Lessa, Ana Lúcia Sigaud, Cláudio Partes, Cristina Lima, Cris Borzino, Denise Meyer, Doug, Leandro Crisman, Luz de Lucena, Mário Miranda Neto, Paula Simor, Pedro Lago, Pedro Vizini, Rodrigo Henter, Rosa Paranhos, Sygrid  Haack.
“I Encontro de  Poesia Contemporânea”  BAR - Petrópolis,RJ
Aldo Falconi,Alexandre Dacosta,Álvaro Aquino de Sá,Domingos Guimarães,Guimarães Cavalcante,João Rasta,Mariano Marovato,Pedro Rocha,Saulo Marzocchi, com a participação especial de Guilherme Zarvos.
1990 “II Expo Atelier Livre de Petrópolis”- Petrópolis,RJ
Alexandre Dacosta, Barrão, João Modé, Ricardo Basbaum
1989  “I Expo Atelier Livre de Petrópolis”- Petrópolis,RJ           
Ana Maria Lessa, Bernardo Stambowski, Cristina Salgado, Denise Campinho,
Eduardo Loreto, João Magalhães, Luiz Ernesto, Luiz Pizarro, Marcelo Lago, Márcio Mattar, Maurício Bentes, Monica Barki, Paulo Campinho, Paulo Mendes Faria, Ruy Stilpen, Sílvia Lima, Ricardo Mattar.